# Császári és Királyi Hadsereg
A Császári és Királyi Hadsereg, németül: kaiserliche und königliche Armee (k.u.k. Armee) volt az Osztrák–Magyar Monarchia szárazföldi hadereje 1867-től 1918-ig. A hadsereg az Osztrák–Magyar Fegyveres Erők része volt a haditengerészettel együtt. Korabeli hivatalos forrásokban általában csak a Bewaffnete Macht (Fegyveres Erők) elnevezés szerepelt.
Három hadseregből állt:
- A Közös Hadsereg (Gemeinsame Armee)
- Az osztrák Császári-Királyi Honvédség (k.k. Landwehr)
- Magyar Királyi Honvédség (k.u. Landwehr)

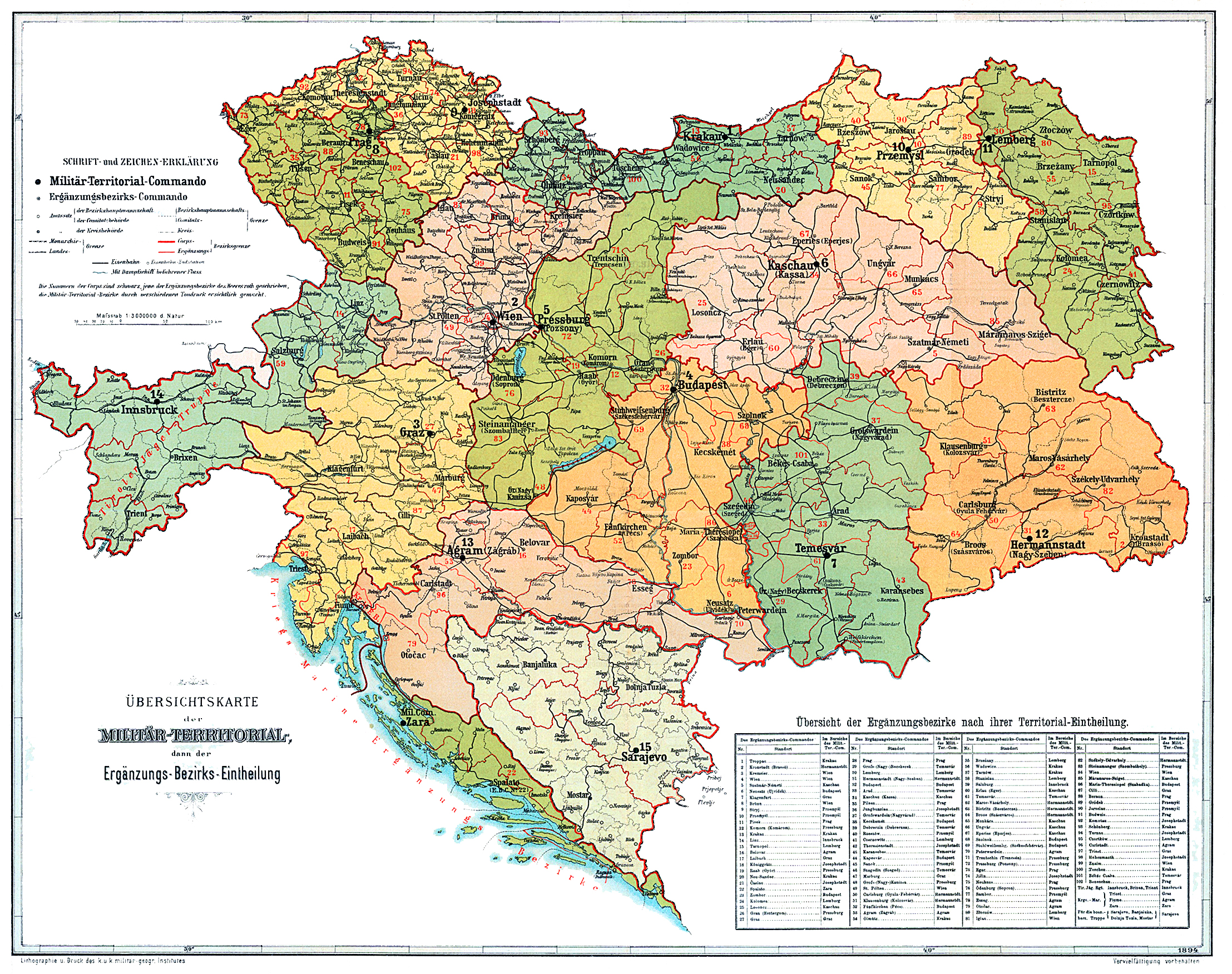
Az Osztrák–Magyar Hadsereg katonai kerületei/hadtestjeinek elhelyezése

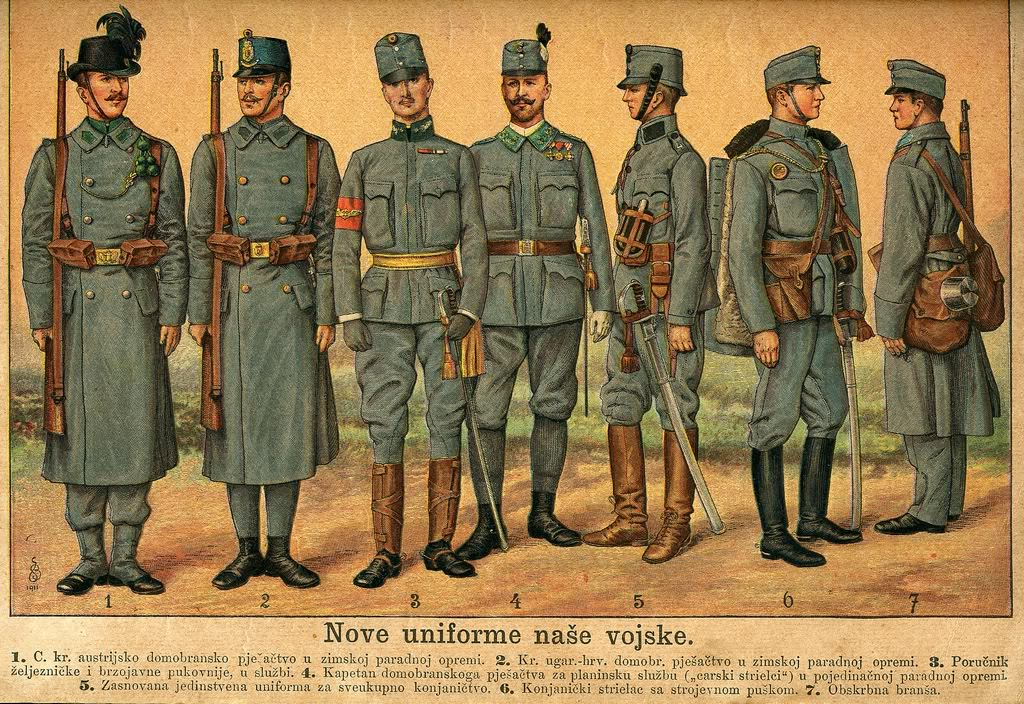
A Császári és Királyi Hadsereg uniformisai

A hadsereg  élén a korlátlan rendelkezési joggal bíró császár és király, mint legfőbb hadúr (Allerhöchster Kriegsherr) állt, az ő kezében összpontosult a legfelsőbb főparancsnokság (Allerhöchste Oberbefehl).

## Története
Az 1848-49-es szabadságharc utáni 20 évnyi nyugtalan együttélés idején a magyar katonák legtöbbször Magyarországon kívül, vegyes nemzetiségű egységekben szolgáltak. Az 1867-es kiegyezés után hozták létre a három részből álló haderőt, amely a Monarchia 1918-as felbomlásakor szűnt meg.

### Megnevezésük
A Császári és Királyi Hadügyminisztérium alá rendelt hadseregek számára különböző megnevezéseket használt. A császári törvényhozás számára a közösen irányított, illetve felügyelet haderőket az egyszerűség kedvéért „közös hadseregnek” nevezték. Háború esetén amikor a többi haderőt is közösen irányították csakis a „Császári és Királyi Hadsereg” megnevezést használták. viszont. Az ún. hadsereg-főparancsnokság (Armeeoberkommando, rövidítva AOK) csakis háborúban állt fel.

### A haderők feladata és finanszírozásuk
A haderők feladata és fenntartásukat az 1889. évi törvényben rögzítették:
- A Császári és Királyi Hadsereg és a Császári és Királyi Haditengerészet az Osztrák–Magyar Monarchia területi épségéért és a belső rend fenntartásáért volt hivatott felelős.
- A „Landwehr” és a Honvédség a közös hadsereget egészítette ki háború idején. Béke időben a belső rend fenntartását volt hivatott fenntartani.
- A népfelkelő alakulatok csakis háború esetén álltak fel, amik a már meglévő haderőket egészítették ki.

A teljes pénzügyi kiadás a haderőnemek finanszírozására 1912-ben kb. 670 millió Koronát tett ki. Ez a teljes ország nettó bevételeinek a 3,5%-a volt. Oroszországban és Németországban ezek a kiadások a nettó bevételek 5%-át tették ki.

### Vezérkari főnökök
- 1874–1876: Franz von John
- 1876–1881: Anton von Schönfeld
- 1881–1906: Friedrich von Beck-Rzikowsky
- 1906–1911: Franz Conrad von Hötzendorf
- 1911–1912: Blasius Schemua
- 1912−1917: Franz Conrad von Hötzendorf
- 1917–1918: Arthur Arz von Straussenburg

## Szervezeti felépítés

### Őfelsége Katonai Irodája
A uralkodó az Osztrák–Magyar Monarchia összes fegyveres erejének Legfelsőbb Hadura. Ebbéli tevékenységének ellátására, valamint a közte és a katonai hivatalok közti közvetítésre hivatott az 1849. óta működő Katonai Iroda, amely önálló hatóságot nem képez, hanem a beérkező felterjesztéseket Őfelsége parancsai szerint kezeli és a legfelsőbb elhatározások tervezeteit szerkeszti. Az Iroda főnöke egy tábornok vagy ezredes, a többi személyzet törzs- és főtisztekből, valamint hivatalnokokból áll.
Az iroda feladata a katonai összeköttetés volt az uralkodó és a központi hivatalok felé katonai ügyekben. Ezek voltak a bécsi Császári és Királyi Hadügyminisztérium, a szintén Bécsben lévő Osztrák Császári Hadügyminisztérium és a budapesti Magyar Királyi Hadügyminisztérium.

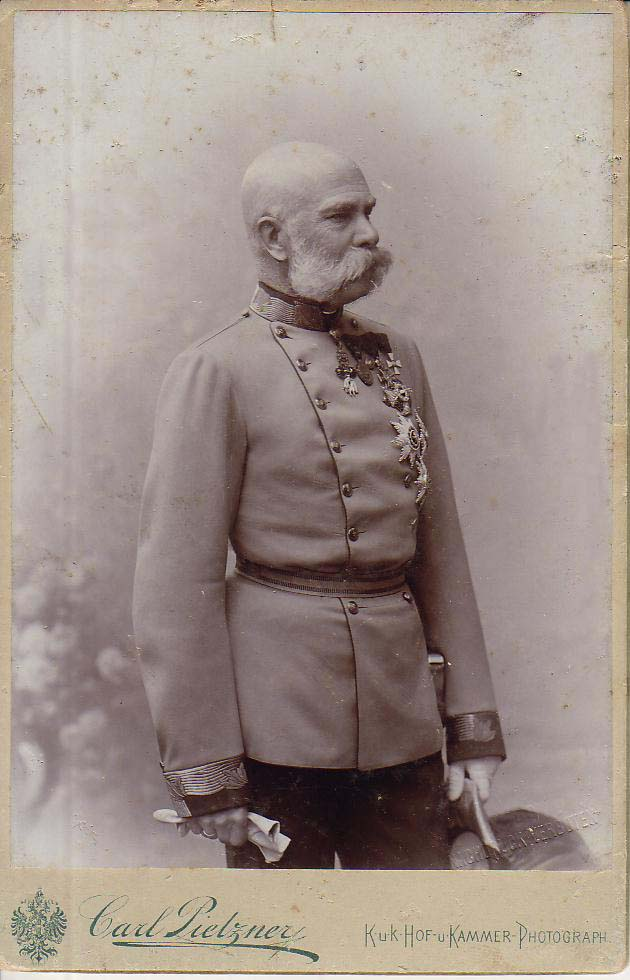
I. Ferenc József osztrák császár és magyar király 1885 körül

### Császári és Királyi Vezérkar Főnöke
A vezérkar hivatali szervezetének gyökerei a XVIII. század elejére nyúlnak vissza. 1801-től békében is működő szervezetté vált, a fenti névvel a kiegyezés körüli évektől jelölték, és 1895-től lett a hivatalos neve: Chef des Generalstabes für die gesamte bewaffnete Macht. A haderő 1853-as reformja során a hadügyminisztérium segédközegéül sorolták be, de a nagy egyéniségű vezetői mint pl. Friedrich von Beck-Rzikowsky vagy Franz Conrad von Hötzendorf idején a hadügyminisztertől függetlenítve és az uralkodónak közvetlenül alárendelve működött, így a vezérkari főnök kezében összpontosult a haderő tényleges irányítása.

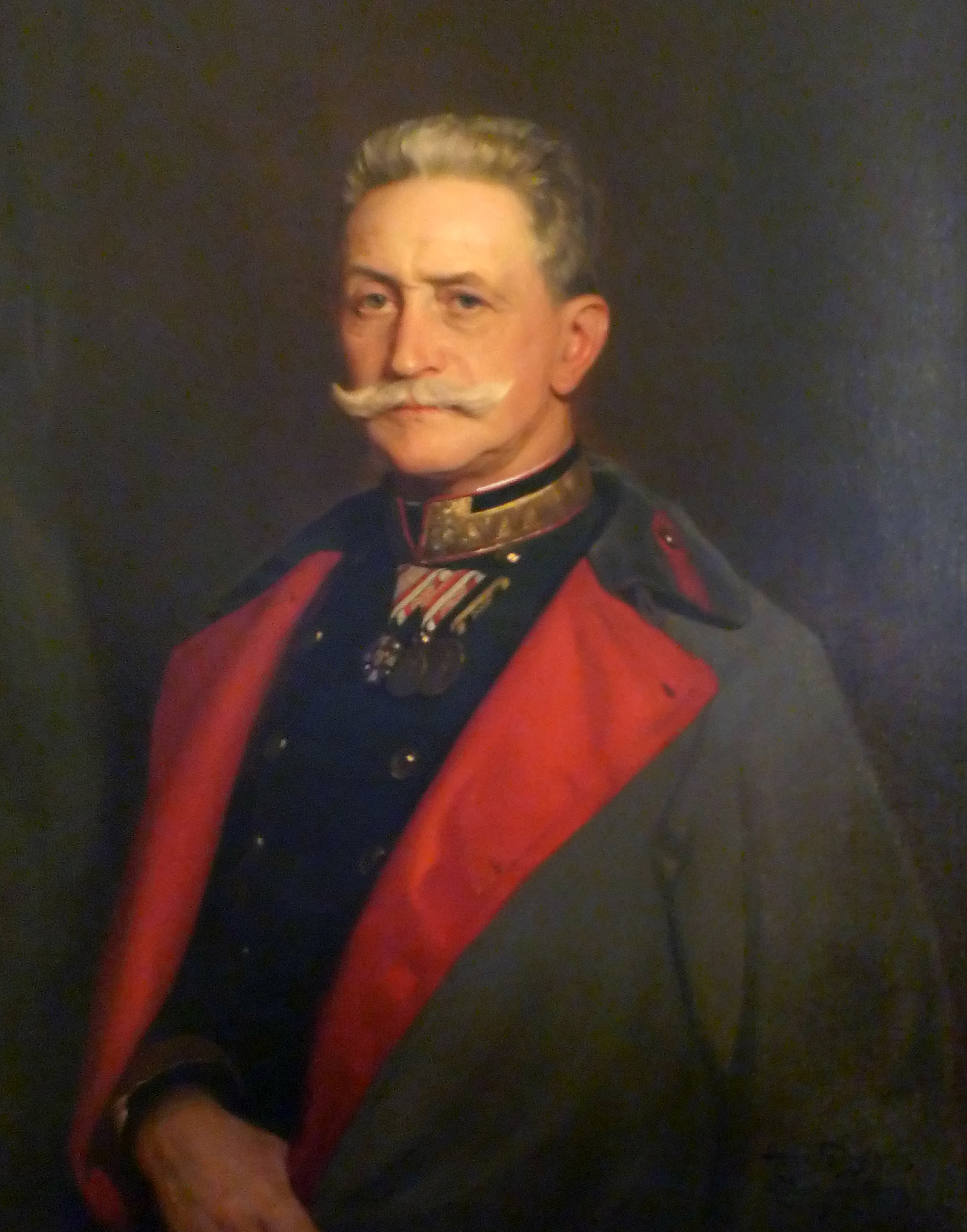
Franz Conrad von Hötzendorf tábornagy, vezérkari főnök

### Birodalmi Hadügyminisztérium
A hadügyminisztériumnak közvetlenül voltak alárendelve a katonai kerületparancsnokságok. Élükön egy-egy tábornok állt. A parancsnokságok a következőképpen szerveződtek:
- A katonai osztály élén a vezérkari főnökkel felelt a katonai ügyekért.
- A katonai műszaki-építő osztály felelt a katonai került műszaki építményeiért.
- A hadtest vagy katonai került parancsnokság igazgatási ügyeit intéző osztály.
- A kiszolgáló alakulatok a hadtest vagy katonai kerület tüzérségét, jogi ügyvitelét, egészségügyi ellátását, tábori lelkészi tevékenységeit ölelte fel.

Összegezve az Osztrák–Magyar Monarchia hadseregét (Landstreitkräfte) 5 részre lehet bontani:
- A Közös hadsereg (Gemeinsame Armee), amely állt;
  - német ezredekből,
  - magyar ezredekből
- az Osztrák Császári-Királyi Honvédségre (k.k. Landwehr),
- a Magyar Királyi Honvédségre (k.u. Landwehr),
- és ezen belül a Horvát-Szlavón Honvédségre (kroatisch-slawonische Landwehr, hrvatsko domobranstvo)

1915-től az alakulatok elveszítették különleges megnevezéseiket, ezután hivatalosan csakis a számozásukat használták. A köznyelv és a katonák azonban továbbra is korábbi neveiken nevezték ezredeiket.

## A Közös Hadsereg

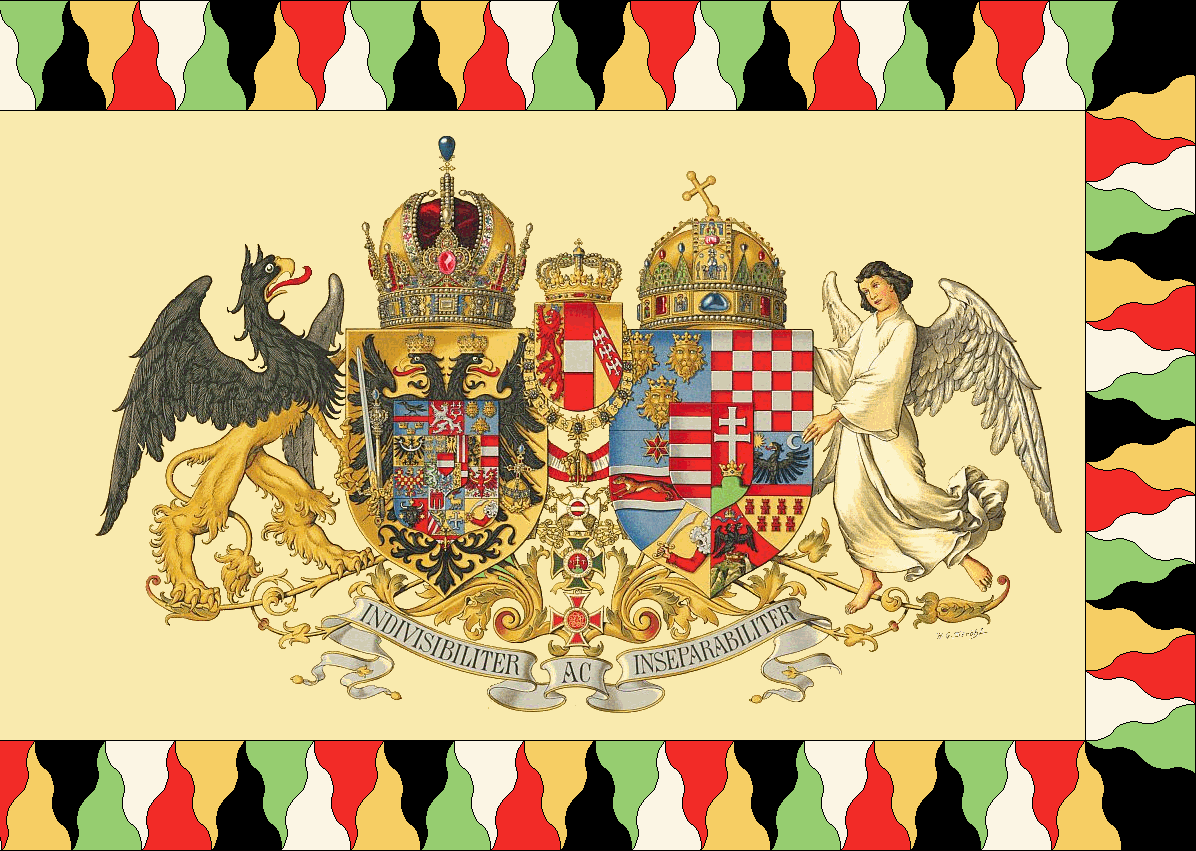
A Császári és Királyi Hadsereg 1915-ben bevezetett gyalogsági zászlója (K.u.k.Infanteriefahne).

A Hadsereg fő erejét a közös „Császári és Királyi Hadsereg” (németül: kaiserlich und königliche (k.u.k.) Armee) adta, ehhez képest az osztrák k.k. Landwehr és a Magyar Királyi Honvédség eltörpült mind létszámra, mind fegyverzetre, alapvetően másodlagos jelentőségű volt. A két honvédség például egyáltalán nem rendelkezett nehéztüzérséggel. A Honvédség és a Landwehr ezredei három zászlóaljból álltak, a közös hadsereg ezredei pedig négy zászlóaljból álltak.

## Az első világháború kitörésekor a hadseregek szervezeti felépítése

### A hadseregek 1914-es mozgósítás előtti létszáma
- 25 000 tiszt (Orvosokat, állatorvosokat és számvevő tiszteket nem bele számolva.)
- 415 000 altiszt és legénységi beosztású katonák
- 87 000 ló
- 1200 löveg – (Erőd lövegek és tartalékos alakulat lövegeit nem bele számolva.)

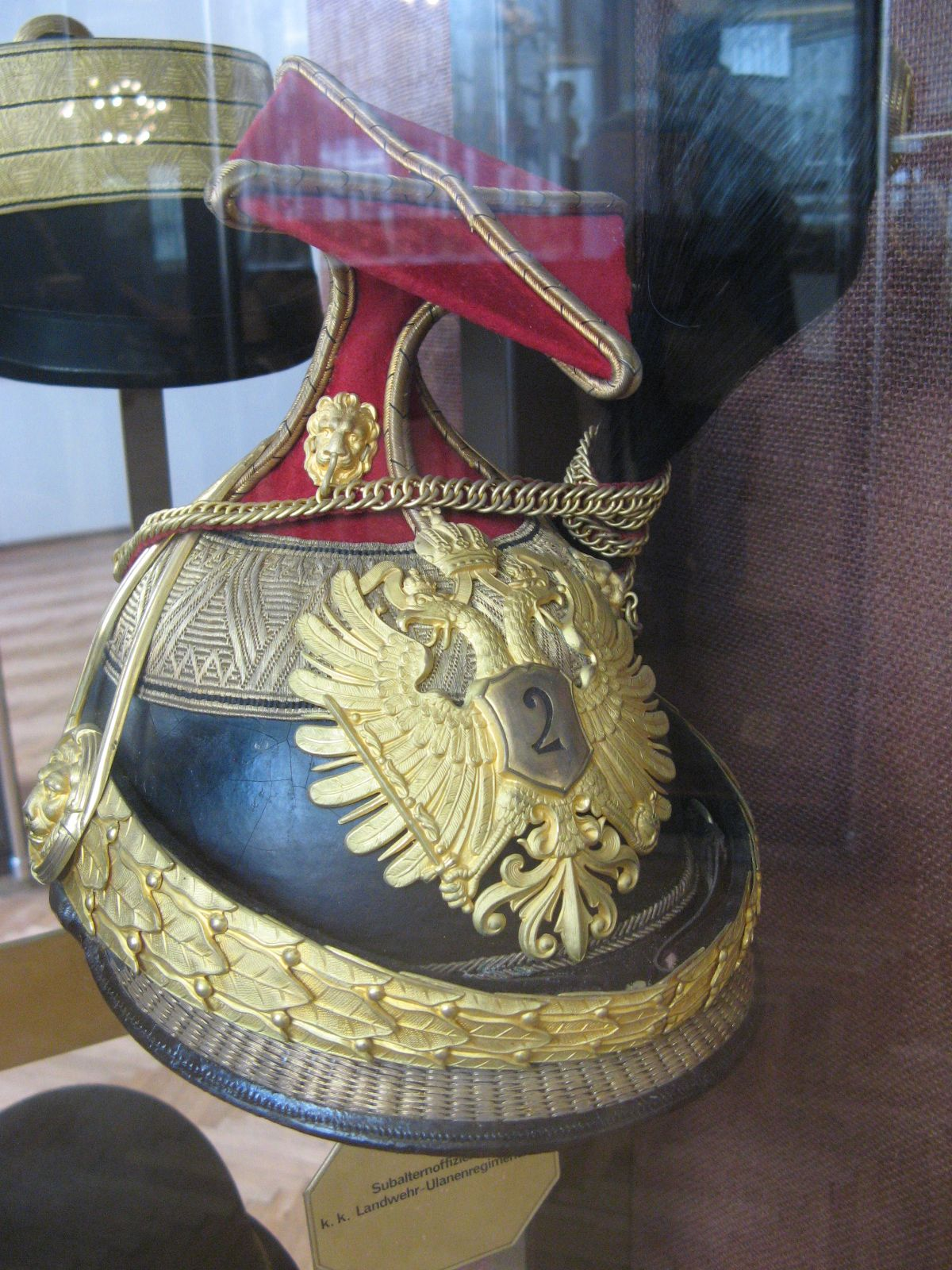
Az Osztrák Császári Hadsereg ulánus tisztjének tcsapkája

### Császári és Királyi Hadsereg (k.u.k. Armee)
- 16 hadtest parancsnokság
- 49 gyalogos hadosztály

→ 76 gyalogdandár
→ 14 hegyi dandár
- 8 lovassági hadosztály

→ 16 lovasdandár
- 102 gyalogezred 4 zászlóaljjal
- 4 bosznia-hercegovinai gyalogezred 4 zászlóaljjal
- 4 tiroli "Kaiserjäger – Császárvadász" vadászezred 4 zászlóaljjal
- 32 tábori "Feldjäger" zászlóalj
- 1 bosznia-hercegovinai tábori "Feldjäger" zászlóalj
- 42 tábori tüzérezred
- 14 tábori ágyútarackos tüzérezred
- 11 lóvontatású tüzérosztály
- 14 nehéz ágyútarackos tüzérosztály

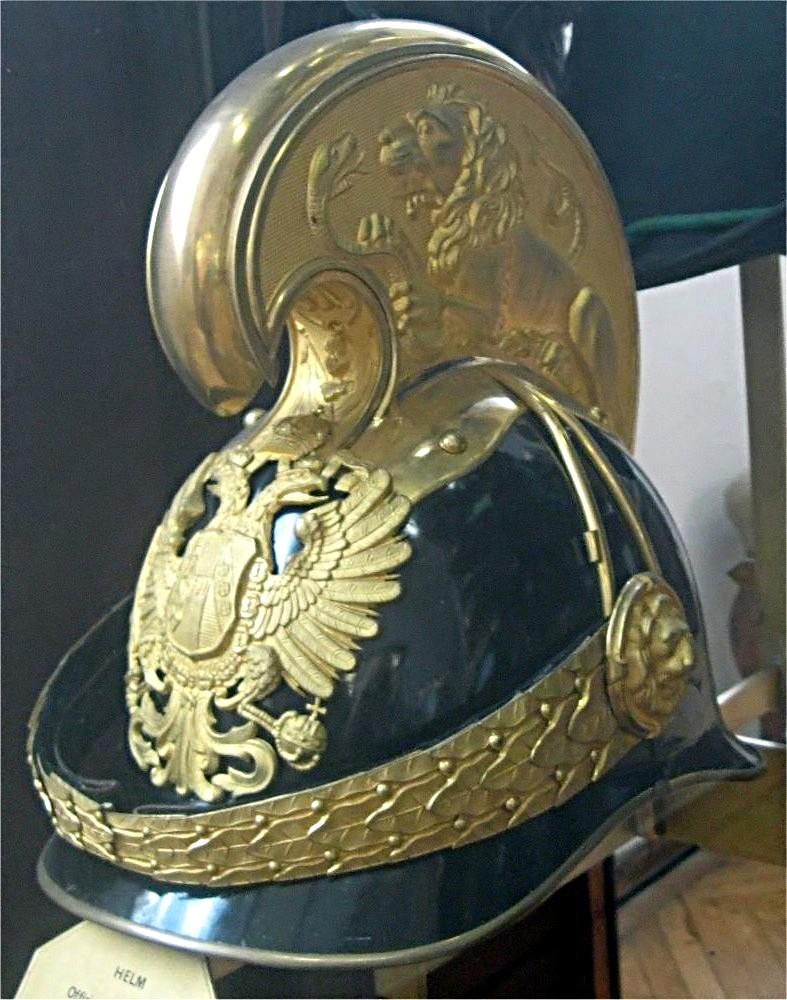
A k.u.k. dragonyos tiszt sisakja

- 11 hegyi tüzérezred
- 6 erőd tüzérezred
- 10 önálló erőd tüzérosztály
- 15 dragonyos ezred
- 16 huszárezred
- 11 ulánus ezred
- 16 trén "hadtáp" osztály
- 14 utász zászlóalj
- 9 műszaki zászlóalj
- 1 hidász zászlóalj
- 1 vasúti ezred
- 1 távíró ezred

### Osztrák Császári-királyi Honvédség (k.k. Landwehr)
- 35 honvéd "Landwehr" gyalogezred 3 zászlóaljjal
- 2 honvéd "Landwehr" hegyi gyalogezred
- 3 tiroli "Landesschützen" lövészezred
- 1 lovasított tiroli "Landesschützen" lövészosztály
- 1 lovasított dalmáciai "Landesschützen" lövészosztály
- 6 honvéd "Landwehr" ulánus ezred
- 8 honvéd "Landwehr" tábori tüzérosztály
- 8 honvéd "Landwehr" tábori ágyútarackos tüzérosztály

### Magyar Királyi Honvédség (k.u. Landwehr)
- 6 magyar királyi honvéd katonai kerület
- 2 magyar királyi honvéd gyalogos hadosztály
- 2 magyar királyi honvéd lovassági hadosztály
- 4 magyar királyi honvéd gyalogdandár
- 12 önálló magyar királyi honvéd gyalogdandár
- 4 magyar királyi honvéd lovasdandár
- 32 magyar királyi honvéd gyalogezred
- 10 magyar királyi honvéd huszárezred
- 8 magyar királyi honvéd tábori tüzérezred
- 1 magyar királyi honvéd lóvontatású tüzérosztály

## Csapatzászlók
Más országoktól eltérően az Osztrák–Magyar Monarchia nem használt minden egyes ezred számára különböző csapatzászlót. Csak ötféle különböző megjelenésű csapatzászló volt engedélyezve: kettő a Császári és Királyi Hadseregnek, egyet fehér alapszínnel, egyet az ún. császár sárga alapszínnel és egy az osztrák k.k. Landwehr, és kettő a Magyar Királyi Honvédség magyar és horvát ezredei számára. A Császári és Királyi Hadsereg fehér és sárga zászlóinak elülső oldalán egységesen a Habsburg–Lotaringiai-ház nagycímere szerepelt, a fehér hátoldalán egy stilizált Szűz Mária és kis Jézus alakot viselt. Azonban a sárga zászló mindkét oldalán a kétfejű sast viselte. Két anyagból varrták össze őket, amit három oldalon fekete-sárga-vörös színű lángnyelvek sora zárt. A zászlórudat ugyanilyen színű spirálisan felvitt csíkok színesítették. A közös hadsereg alakulatait a fehér színű zászlóval látták el, kivéve a 2., 4., 39., 41., 57. gyalogezredeket. Az osztrák k.k. Landwehr zászlójának előoldalán a kétfejű sas, hátoldalán I. Ferenc József osztrák (német) uralkodói névjele szerepelt. A Magyar Királyi Honvédség kétféle zászlót használt, egyet a magyar, egyet a horvát alakulatai számára. Ezek előoldalán a Magyar Királyság középcímere, hátoldalán I. Ferenc József magyar uralkodói névjele szerepelt. Eltérés, hogy a magyar zászlókon a magyar piros-fehér-zöld, a horváton pedig a horvát piros-fehér-kék nemzeti színek szerepeltek.

A "Császári és Királyi Hadsereg" fehér színű csapatzászlajának előoldala
A "Császári és Királyi Hadsereg" fehér színű csapatzászlajának hátoldala Szűz Máriával és a kis Jézussal
A "Császári és Királyi Hadsereg" sárga színű csapatzászlaja (mindkét oldal megegyezik)
A "k.k. Landwehr" fehér színű csapatzászlajának előoldala (megegyezik a "Császári és Királyi Hadsereg" fehér színű csapatzászlajának előoldalával)
A "k.k. Landwehr" fehér színű csapatzászlajának hátoldala I. Ferenc József osztrák (német) uralkodói névjelével
A "Magyar Királyi Honvédség" csapatzászlajának elülső oldala a Magyar Királyság középcímerével
A "Magyar Királyi Honvédség" csapatzászlajának hátoldala I. Ferenc József magyar uralkodói névjelével (1FJ)
A "Horvát-Szlavón Honvédség" csapatzászlajának elülső oldala a Magyar Királyság középcímerével
A "Horvát-Szlavón Honvédség" csapatzászlajának hátoldala I. Ferenc József magyar uralkodói névjelével